# Жељана Радојичић Лукић
Жељана Радојичић Лукић (Бановићи, 1969) српска је учитељица и аутор концепта срећног учења Чаробно село, једна од најбољих наставника света, лидер образовања Западног Балкана и српски писац за децу.

## Биографија
Жељана је свој радни век започела крајем деведесетих у малим босанским сеоским школама на падинама планине Озрен, у околини Бановића (1989), да би се након почетка грађанског рата (1992) доселила у Бању Врујци, где и данас живи, ради и ствара. Бави се научно-истраживачким радом у области интегративне наставе и целовитог приступа учењу. Прешла је дуг пут, од улоге сеоског учитеља до помоћника министра образовања Републике Србије (2015 — 2016), да би се потпуно посветила развоју концепта срећног учења под називом Чаробно село.

### Концепт срећног учења
Најважнији Жељанин ауторски пројекат је Чаробно село и за њега је добила бројне награде на националном и глобалном нивоу. Ради се о концепту срећног искуственог учења под отвореним небом. Пројекат је заснован на иновативним наставним ресурсима блиским дечјим интересовањима и њиховој култури учења. Концепт учења који се овде примењује је потпуно другачији у односу на традиционални образовни систем, пре свега зато што он деци омогућава сагледавање света у његовој целовитости. Овакав вид учења најсигурнији је пут до функционалног усвајања знања за којим вапе деца З- генерације. Кроз концепт учења Чаробно село направљена је симбиоза искуственог и пројектног учења у подстицајној средини за учење.

### Едиција Чаробно Село
Ауторка је едиције Чаробно село која је настала као допуна концепта срећног учења. Едиција је настала из потребе да  деца усвоје Луку годишњих доба као место суживота сва четири годишња доба. Лука представља природу у којој се смењују годишња доба, где свако годишње доба  представља једну страну света на којој се налази једна кућица у којој живи једна вила чаробница. Цела едиција је усмерена очувању српског језика, српске културе и традиције. Она садржи књиге кратке прозе намењене деци предшколског и основношколског узраста. Објављене су две књиге из ове едиције и то : Јесења гозба са вилом Босиљчицом (2021), Зимски мир са вилом Божицом (2022) Пролећна журба са вилом Ђурђицом (2022) и Летња врева са вилом Сунчицом (2023)
Филозофија Жељане Радојичић Лукић о важности искуственог учења
Жељана сматра да је за успех у школи, а касније и у животу пресудно искуство, односно искуствено учење. Она каже да је кренула у школу са тек навршених шест година и да није знала ниједно слово да напише, па ипак је то није омело да постигне значајан успех, како током самог школовања, тако и након њега. Иако није знала слова, зато је знала, како каже, све врсте птица, тачно их разликовала по оглашавању, боји и величини; знала је да се брине о домаћим животињама, да их изведе на испашу, нахрани, напоји; умела је да сакупља сено и да направи пласт; разликовала је јасен од јавора, граб и храст од букве и цера, липу од тополе. Тачно је знала шта је матичњак, шта мајчина душица, за шта служи кантарион, а за шта смиље и гавез; знала је да разликује мирис о кукурека од дивље нане; препознавала је све врсти локалних шумских гљива, од лисичарке, млечнице, па до рујнице, зелењаче или вргања. Жељана зато инсистира да сва деца добију прилику да искуствено уче под отвореним небом и да тако сагледају ширу слику света путем целовитог приступа учењу. Због свега наведено она се константно залаже, да се тај принцип угради у будуће реформе образовања.

## Оснивач и члан Удружења
- Иницијатор је и aутор Српске наставничке награде Просветитељ[12].
- Оснивач и председник непрофитабилног Удружења КРЕАТИВА - креативно образовање, које се бави едукацијом младих, као и реализацијом образовних, еколошких и културних пројекатa.[13]
- Oснивач је и аутор Асоцијације најбољих наставника бивше Југославије.[14]
- Оснивач је златног троугла, удружених ученика, родитеља и наставника Балкана у оквиру заједнице Балканска наставничка мрежа[15].
- Oснивач је ЕдуБалкан заједнице - Балканске наставничке мреже у којима је умрежено преко тридесет хиљада наставника из шест држава Западног Балкана, (2020)[16]
- Оснивач је глобалног пројекта A Magical Intercultural Friendship Network (2018), кроз који је умрежила око 30 хиљада ученика из 70 земаља света.[17]
- Оснивач је и аутор титуле Најбољи наставник бивше Југославије коју додељује Асоцијација најбољих наставника бивше Југославије, (2018 )[18]
- Oснивач је и директор Дечјег истраживачког центра Чаробно село (2012).
- Аутор је и дугогодишњи директор фестивала Креативна чаролија, (2004  2019), највећег образовног фестивала ликовног, литерарног, драмског, филмског и музичког стваралаштва  на Балкану који се дешава током маја месеца у Бањи Врујци.[19]

## Награде
- Добитник награде Они су хероји (2020) коју додељује Делегација ЕУ у Србији.[20][21]
- Добитник Global Teachers Awards (2019).[22][23]
- Проглашена је за једног од 50 најбољих наставника света, Global Teacher Prize, Варкеј фондација (2018).[24]
- Носилац је титуле Најбољи едукатори Србије (2014), највећег српског признања на пољу образовања које додељује невладин сектор.[25]
- Носилац је титуле Нај жена "Блиц Жене" (2014)[26]
- Добитник је Светосавске награде (2013), највећег српског признања на пољу формалног образовања које додељује Министарство просвете, науке и технолошког развоја.[27]